# Forty Elephants
Die Forty Elephants, auch bekannt als Forty Thieves (deutsch: 40 Elefanten bzw. 40 Diebinnen), waren eine ausschließlich aus Frauen bestehende Bande, die von den 1870er Jahren bis zur Mitte des 20. Jahrhunderts in London aktiv war. Sie beging hauptsächlich Einbrüche, Überfälle und Diebstähle. Sie war berüchtigt für ihre koordinierten, groß angelegten Ladendiebstähle und ihre Begabung, sich Polizei und Justiz zu entziehen.

## Geschichte

### Die Gründung

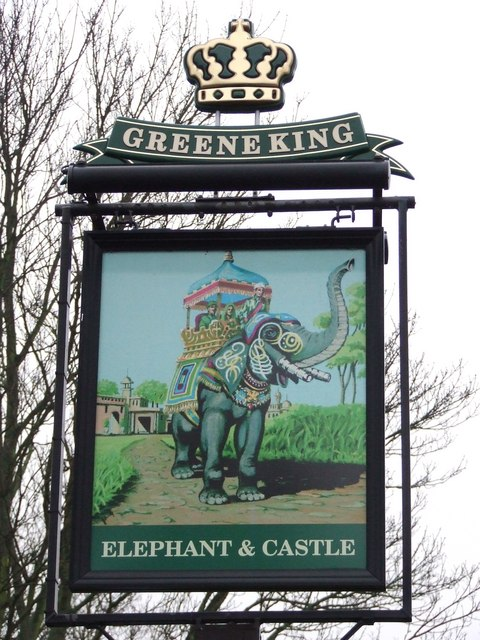
Schild der Elephant and Castle Tavern (2008)

Die Forty Elephants wurden 1873 erstmals in einem Zeitungsbericht erwähnt. Die kriminelle Vereinigung gründete sich als Pendant zur Elephant and Castle Gang, einer Diebesbande, die im Süden Londons agierte. Sie war nach der Elephant and Castle Tavern im Londoner Stadtbezirk Elephant and Castle benannt, in der die Mitglieder sich trafen. Die Bande beschäftigte eine Gruppe von Frauen, die in der Nähe des Treffpunkts wohnten und Hilfsarbeiten erledigten. Einige waren Familienmitglieder, Ehefrauen oder Freundinnen der Mitglieder der Elephant and Castle Gang und wurden von den Männern ermutigt, auf dieselbe Weise Geld herbeizuschaffen wie sie. Daraus entwickelte sich eine eigenständige Bande. Die schlechten Lebensbedingungen in diesem Teil Londons begünstigten die Entscheidung der Mitglieder, sich einer Diebesbande anzuschließen, da es für viele nicht möglich war, von den niedrigen Löhnen, die ihnen reguläre Arbeiten einbrachten, die hohen Mieten zu bezahlen.
Die Elephant and Castle Gang und die Forty Elephants blieben in engem Kontakt und unterstützten einander.

### Methoden und Selbstverständnis
Die Forty Elephants traten koordiniert auf und begingen oft mehrere Verbrechen gleichzeitig an verschiedenen Orten, um die Aufmerksamkeit der Polizei zu binden. Sie trugen speziell angefertigte Kleider mit großen Innentaschen, die viel Raum ließen, um gestohlene Waren darin zu verstecken. Dabei profitierten sie von den strengen Sitten der viktorianischen Zeit, die es Polizisten nicht erlaubten, Frauen gründlich zu durchsuchen. Die Forty Elephants behielten ihre Spezialkleidung im 20. Jahrhundert bei. Von dem Bandenmitglied Ada Johnston ist die Aussage überliefert, die Taschen erfüllten einen doppelten Zweck, da sie sich auch gut eigneten, um darin Steine für die militanteren Proteste der Suffragetten-Bewegung mit sich zu tragen. Mehrere Mitglieder der Forty Elephants unterstützen zu Anfang des 20. Jahrhunderts aktiv die Suffragetten-Bewegung; andere nutzten die durch Proteste der Suffragetten entstandenen Tumulte, um nahegelegene Geschäfte auszurauben.
Als die Bande in London immer bekannter wurde und Ladeninhaber zunehmend auf der Hut waren, fuhren die Forty Elephants auch ins Londoner Umland, um dort Läden und Lagerhäuser auszurauben. Anfangs reisten sie mit dem Zug, mit zunehmender Verbreitung des Autos nutzten sie sowohl in London als auch im Umland auch Limousinen mit Chauffeur. Für den Verkauf des Diebesguts unterhielten sie ein weites Netz aus Händlern und Pfandleihern. Mitglieder der Forty Elephants nahmen auch Stellen als Haushaltshilfen an, um sich Zugang zu wohlhabenden Haushalten zu verschaffen. Einige Mitglieder begannen gezielt Affären mit Männern, um diese danach zu erpressen.
Die Diebstähle ermöglichten den Mitgliedern der Forty Elephants, die aus einfachen Verhältnissen stammten, einen gehobenen Lebensstil. Mitte der 1920er Jahre schätzte Scotland Yard das Einkommen der Bande auf mehrere hundert Pfund pro Tag. Die Bandenmitglieder gaben einen erheblichen Teil des Geldes unmittelbar für Kleidung und Freizeitaktivitäten aus, behielten aber einen Anteil in einer gemeinsamen Kasse, um Geldstrafen und Kautionen bezahlen zu können, wenn Bandenmitglieder gefasst wurden. Die Gefahr, festgenommen zu werden, schreckte sie nicht ab: Viele Bandenmitglieder verbrachten längere Zeit im Gefängnis, schlossen sich danach aber sofort wieder der Bande an. Die Mitglieder stammten überwiegend aus Familien mit kriminellem Hintergrund und hatten das Stehlen schon als Kinder gelernt. Die Aktivitäten ihrer Bande waren ihrem Verständnis nach eine Arbeit. Sowohl in privaten Dokumenten als auch in polizeilichen Vernehmungen drückten die Frauen immer wieder ihren Stolz auf ihre Fähigkeiten aus und zeigten keine Reue. Dieses Selbstverständnis brachte das Bandenmitglied Alice Hughes zum Ausdruck, die wegen eines Diebstahls angeklagt war und vor Gericht aussagte:

“When I have need of something, I am a lot like other people; I take it. When I have need of nothing, I do not take it.”

„Wenn ich etwas brauche, bin ich sehr wie andere Leute; ich nehme es mir. Wenn ich nichts brauche, nehme ich es nicht.“

### Struktur der Bande
Die Forty Elephants bestimmten eine Anführerin zu ihrer „Queen“, die umfassende Entscheidungsgewalt hatte. Die Bande war streng hierarchisch organisiert und in mehrere spezialisierte Einheiten gegliedert. Sie teilten die Stadt London in Bezirke ein, die die einzelnen „Zellen“ der Bande in einem Rotationsverfahren ausspionierten. Ein Zeitungsartikel von 1925 berichtet, die meisten der Bandenmitglieder seien auffallend große Frauen, während eine Gruppe kleinerer Frauen als Kundschafterinnen fungierte.
Viele der Bandenmitglieder waren miteinander verwandt. Fielen Mitglieder aus, zogen sich zurück oder kamen ins Gefängnis, rückten oft jüngere Familienmitglieder nach, die schon als junge Mädchen in den Methoden der Bande unterrichtet worden waren. Familienverbindungen waren in der Bande auch deshalb gern gesehen, weil sie das Risiko reduzierten, von anderen Bandenmitgliedern verraten zu werden, wenn diese Verwandte waren.
Einige Männer leisteten der Gruppe Dienste als Fahrer und transportierten das Diebesgut oder fuhren Fluchtfahrzeuge.

### Die „Queens“
Die erste bekannte „Queen“ der Bande war das Künstlermodell Mary (auch: Polly) Carr (1862–1924), die unter dem Namen Queen Thief bekannt wurde. Das berühmteste Mitglied der Forty Elephants war Alice Diamond (1896–1952), auch bekannt als Diamond Queen. Sie war erst 18 Jahre alt, als ein Polizeibericht aus dem Jahr 1915 sie als „the queen of the Forty Thieves“ bezeichnete. Sie wurde nicht offiziell zur Anführerin gewählt, sondern übernahm – trotz ihres geringen Alters – nach und nach die Führungsrolle. Alice Diamond war spezialisiert auf den Diebstahl von Schmuck und teurer Kleidung. Zeitungsberichte hoben ihre Attraktivität und modische Kleidung sowie ihre Fähigkeiten im Nahkampf hervor. Unter ihrer Leitung wurde die Bande gewalttätiger und erreichte ihren Höhepunkt an Erfolg und Bekanntheit. Aufgrund ihres hohen Bekanntheitsgrades und ihres fortschreitenden Alters zog sich Alice Diamond nach dem Zweiten Weltkrieg von der Leitung der Bande zurück, beteiligte sich aber weiterhin an ihren Aktionen und lernte neue Mitglieder an. Auch die damals 13-jährige Shirley Pitts (1934–1992) war von Alice Diamond in die Methoden der Bande eingeführt worden. Ab den 1960er Jahren war Pitts als „Queen“ der Forty Elephants anerkannt und trug den Spitznamen Queen of Shoplifters. Ihre Memoiren, die den Titel Gone Shopping tragen, sind eine aufschlussreiche Quelle über die späte Zeit der Forty Elephants. Als Pitts 1992 starb, ließen Mitglieder der Bande sie in einem 5000 Pfund teuren Kleid bestatten, das sie angeblich aus dem Kaufhaus Harrods gestohlen hatte (Freunde und "Kollegen" betonten jedoch, dass es gekauft sei).

### Das Ende der Forty Elephants
Die Forty Elephants blieben durch beide Weltkriege hindurch aktiv. In den 1960er Jahren begingen sie noch zahlreiche Diebstähle. Durch die Verbesserungen in der Sicherheitstechnik, vor allem die Verbreitung von Kameras und elektronischer Überwachung, funktionierten die gewohnten Methoden der Forty Elephants jedoch immer schlechter, und die Bande stellte ihre Aktivitäten nach und nach ein. Mit dem Tod der letzten Anführerin Shirley Pitts im Jahr 1992 lösten die Forty Elephants sich endgültig auf.

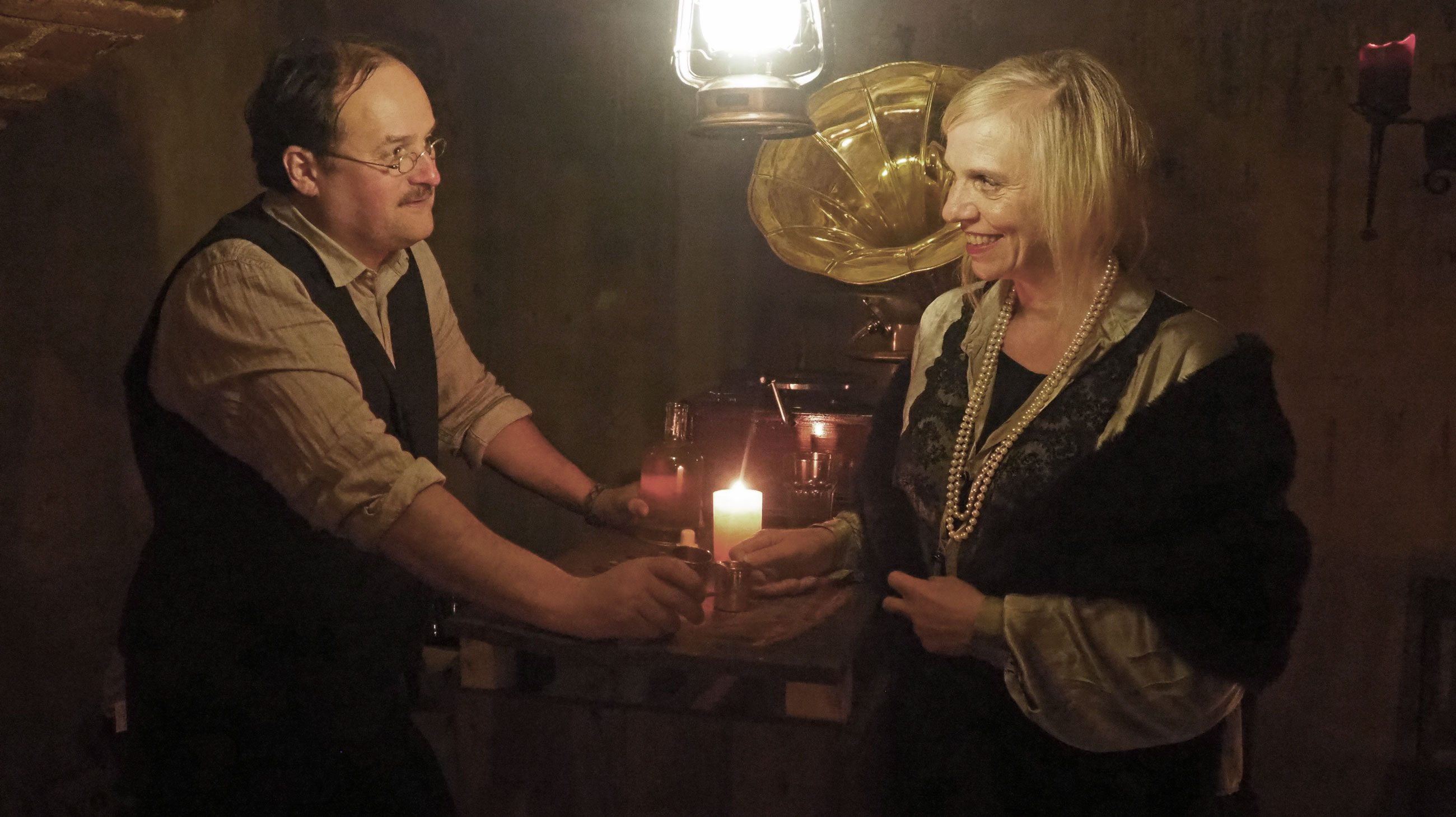
Zeha Schröder und Gabriele Brüning in einer Szene von „Konferenz der Diebinnen“ (2019)

## Rezeption

### Theaterstück
2019 zeigte das Theater Freuynde + Gaesdte in Münster Zeha Schröders Stück „Konferenz der Diebinnen“. In der halbdokumentarischen Inszenierung, die im Jahr 1928 spielt, treffen Alice Diamond und ihre Stellvertreterin Maggie Hughes per Zufall auf eine ältere Frau, die sich als Alices Vorgängerin Polly ausgibt, und tauschen mit ihr einschlägige Anekdoten und Berufsgeheimnisse aus. Spielort des Stückes war ein historischer Bierkeller, der im Stil eines Londoner Halbwelt-Pubs der Roaring Twenties hergerichtet war.

### Verfilmung
Die Forty Elephants spielen eine Rolle in der Disney+-Serie A Thousand Blows. Erin Doherty spielt darin Mary Carr, Darci Shaw spielt Alice Diamond.